# Dedumose II
Dedumose I fou un rei probablement de la dinastia XVI de l'antic Egipte.
Si bé el seu nom està testimoniat per escarabats i altres objectes però no es pot situar. Es tendeix a situar-lo en el buit del Papir de Torí al final de la dinastia XVI però això no és ni de bon tros segur.
El seu nom nesut biti fou Djedneferre; i el seu nom Sa Ra fou Dedumose. El seu nom grec és Tutimeos.
És possible que fóra fill i successor de Dedumose I.